# Thuiaria nivea
Thuiaria nivea is een hydroïdpoliep uit de familie Sertulariidae. De poliep komt uit het geslacht Thuiaria. Thuiaria nivea werd in 1947 voor het eerst wetenschappelijk beschreven door Fenyuk. 